# كسومي كوهارو
كسومي كوهارو (باليابانية: 久住小春) (و. 1992 – م) هي مغنية، وممثل أداء صوتي ياباني، وعارضة، وممثلة، وعارضة أزياء من اليابان. ولدت في نييغاتا.

## وصلات خارجية
- كسومي كوهارو على موقع IMDb (الإنجليزية)
- كسومي كوهارو على موقع ميوزك برينز (الإنجليزية)
- كسومي كوهارو على موقع ديسكوغز (الإنجليزية)
- كسومي كوهارو على موقع قاعدة بيانات الفيلم (الإنجليزية)
- كسومي كوهارو على موقع ANN person (الإنجليزية)